# نووه گوووشوویتسه
نووه گوووشوویتسه (به لاتین: Nowe Gołuszowice) یک روستا در لهستان است که در گمینا گووبچتسه واقع شده‌است.